# Beaubreuil
Beaubreuil est le plus grand quartier extérieur de Limoges (Haute-Vienne), s'étendant sur environ 230 hectares, et l'un des plus peuplés. Totalement séparé du tissu urbain central de la ville par le bois de la Bastide, son architecture est typique d'une zone d'aménagement concerté des années 1970 à 1990, alternant grands ensembles, zones pavillonnaires et espaces commerciaux.

## Géographie

### Situation
Le quartier de Beaubreuil est situé au nord de la ville, dont il est séparé morphologiquement par le bois de la Bastide. Il est délimité à l'est par les prés et bois du lieu-dit Juillac et le Technopôle ESTER, et par la RD 142, qui joint la Gare des Bénédictins) au lieu-dit « Les Bardys », situé entre Le Palais-sur-Vienne, Saint-Priest-Taurion et Rilhac-Rancon. À l'ouest, l'autoroute A 20 le sépare de la zone industrielle Nord. Au nord, Beaubreuil est bordé par le lieu-dit Grossereix et la RD 914, qui relie Limoges à Guéret via Ambazac.

### Climat
Le quartier de Beaubreuil est soumis au même climat que Limoges, qui est qualifié, en 2010, de même qu'en 2020 « climat océanique altéré ». Il s’agit d’une zone de transition entre le climat océanique, le climat de montagne et le climat semi-continental ; les écarts de température entre hiver et été augmentent avec l'éloignement de la mer. La pluviométrie est plus faible qu'en bord de mer, sauf aux abords des reliefs.
Les données ci-dessous sont issues de la station de « Limoges ville » située à 252 mètres d'altitude (la station de « Limoges Bellegarde » est située à 402 mètres d'altitude et, est localisée plus à l'ouest).
| Mois                                                      | J    | F    | M    | A    | M    | J    | J    | A    | S    | O    | N     | D     | Année  |
| --------------------------------------------------------- | ---- | ---- | ---- | ---- | ---- | ---- | ---- | ---- | ---- | ---- | ----- | ----- | ------ |
| Températures (sous abri, normales) °C                     | 5.2  | 5.9  | 8.7  | 11.4 | 15.3 | 18.8 | 20.3 | 20.2 | 16.5 | 13.4 | 7.8   | 5.1   | 12.4   |
| Précipitations (hauteur moyenne en mm, période 1995-2010) | 88.3 | 74.3 | 81.6 | 98   | 93.9 | 66.1 | 69.2 | 77.4 | 69.3 | 86.5 | 113.7 | 100.4 | 1018.7 |
| Source : Météo France                                     |      |      |      |      |      |      |      |      |      |      |       |       |        |

### Morphologie urbaine
Le quartier de Beaubreuil est constitué de barres d'immeubles, de lotissements pavillonnaires et d'équipements municipaux et commerciaux.
- Au nord-est (Haute et Petite Mazelle), et au sud (Homérides...) se trouvent les lotissements pavillonnaires.
- Au centre et au nord-ouest, les barres d'immeubles. Les deux artères principales du quartier HLM sont la rue Rhin-et-Danube et la rue Fabre-d'Églantine.
- À l'ouest se situe le centre commercial Cora (1988), anciennement Radar (1972), qui regroupe d'autres enseignes au sein du centre commercial La Coupole.
- L'ensemble est bordé du nord-ouest au sud-ouest par l'autoroute A20 qui le sépare de la Zone Industrielle Nord.
- L'extension des activités économiques de Limoges par la construction du parc d'activité de la Grande Pièce au nord-est jusqu'à la zone d'activité du Chatenet du Palais-sur-Vienne renforcera cet effet frontière entre le quartier et la campagne environnante.
- De fait, le bois de la Bastide avec le Zénith de Limoges et l'Aquapolis (tous trois hors quartier mais relativement proches) constituera une zone récréative importante qui débute par le centre culturel municipal.

## Activités
Le centre commercial Cora (1988), anciennement Radar (1972), qui regroupe d'autres enseignes au sein du centre commercial La Coupole, occupe une place importante. Juste à côté de ce dernier se trouve également le centre culturel municipal Jean Moulin.
Le gymnase du Petit Beaubreuil ainsi que la maison des associations de Beaubreuil (tour regroupant des dizaines d'associations dont la radio associative Beaub'FM) et une bibliothèque qui dépend du réseau des bibliothèques municipales de Limoges ne sont pas éloignés les uns des autres.
La politique envers les jeunes a été complétée en 2019 : dans le cadre du programme du rénovation urbaine du quartier, l’ancien hôpital de jour a été entièrement réaménagé en pôle enfance : le pôle jeunesse Sanfourche inauguré en 2018. Il regroupe dans l'ancien espace Marcel-Proust l'association BVL (Beaubreuil Vacances Loisirs), une antenne Relais d'assistantes maternelles et un centre social. Il dispose d'une ludothèque et d’un accueil de loisirs (ALSH) pour adolescents.

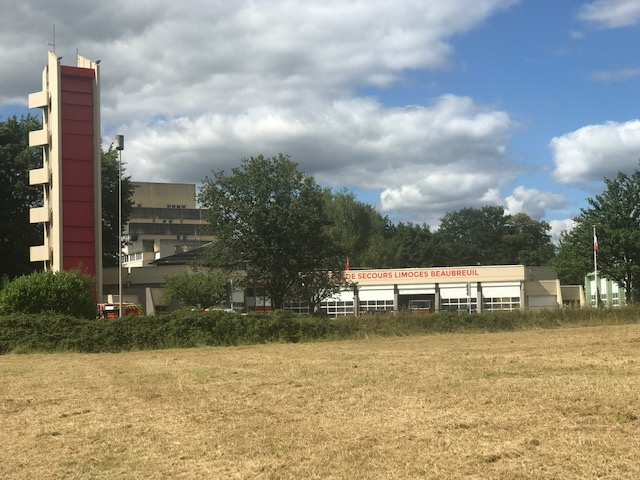
Caserne des pompiers de Beaubreuil

Beaubreuil possède plusieurs lieux de culte :  
- une église, Saint Martial de Beaubreuil, dont la construction date de 1981.
- un temple bouddhiste Khmer inauguré en 2017.
- une mosquée (Badr) gérée par l'Association des musulmans de Beaubreuil.
- une salle de prière, gérée par l'association culturelle des Turcs de Limoges.

On trouve dans ce quartier deux collèges : Anatole France et Firmin Roz et l'école Gérard Philipe 
et une caserne de pompier.
Une des deux entrée du quartier est dominée par l'usine d'incinération, à la double cheminée noire et rouge et le château d'eau labellisé « Patrimoine du XXe siècle » par arrêté du 25 mars 2002.

## Transports

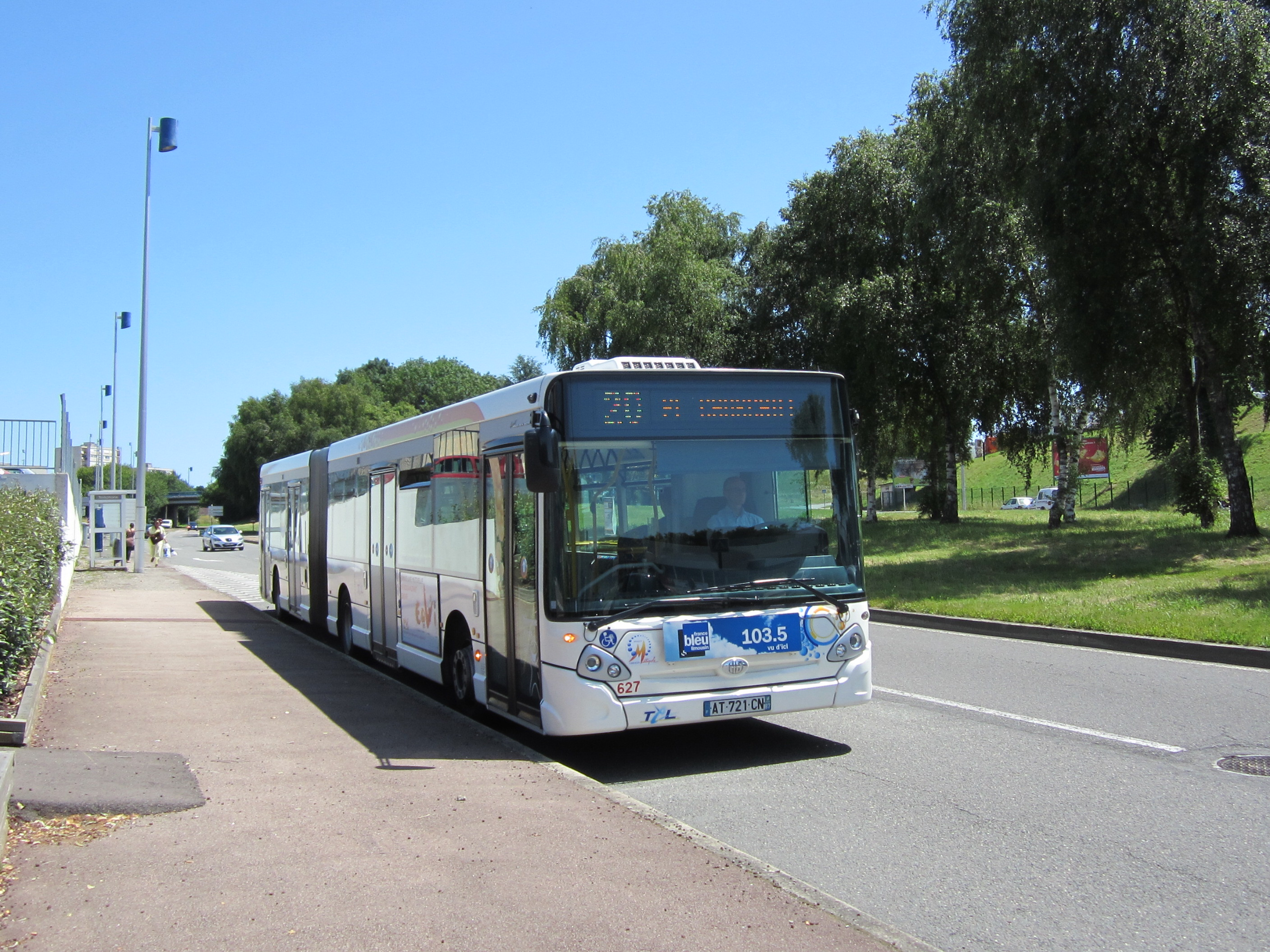
Ligne 20 TCL à l'approche de son arrêt Beaubreuil Centre Commercial.

L'A 20 dessert l'ensemble du quartier par deux échangeurs complets : le no 29 et le no 31. Beaubreuil est desservi par plusieurs routes départementales ; la RD 142 (avenue de Fougeras) et la RD 250.
L'accès à Beaubreuil est facilité par la présence de nombreux axes routiers secondaires et la bonne desserte de bus, notamment la ligne 10 qui serpente dans le quartier avant de descendre vers Limoges centre-ville. Le quartier possède un « Pôle d’échange multimodal », le pôle Fougeras, situé avenue de Fougeras, à proximité de l'avenue de Beaubreuil et de la nouvelle « Voie Liaison Nord ». Il est ainsi desservi par les lignes 8 10 18 20 29 30 65 21 et d10 du réseau de bus.

## Architecture

### Le château d'eau

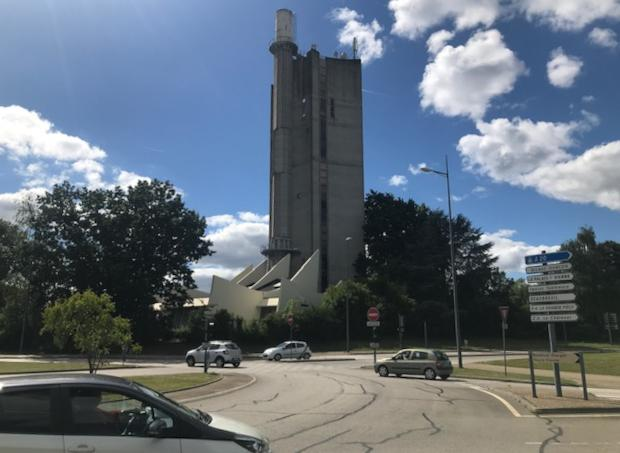
Château d'eau de Beaubreuil

Réalisé en 1976, sur le point culminant du quartier à environ 365 mètres d'altitude, il le domine de ses 58 mètres de hauteur et abrite également une chaufferie. Œuvre de l'architecte Lionel Bleuset à qui on doit aussi le plan de la ZAC de Beaubreuil, la Centrale Energie Déchets de Limoges Métropole et le palais des expositions de Limoges ainsi que la caserne de la ZUP du Val de l'Aurence, Il a la forme d'un donjon massif en béton armé brut.

### La Centrale Energie Déchets de Limoges Métropole (CEDLM)

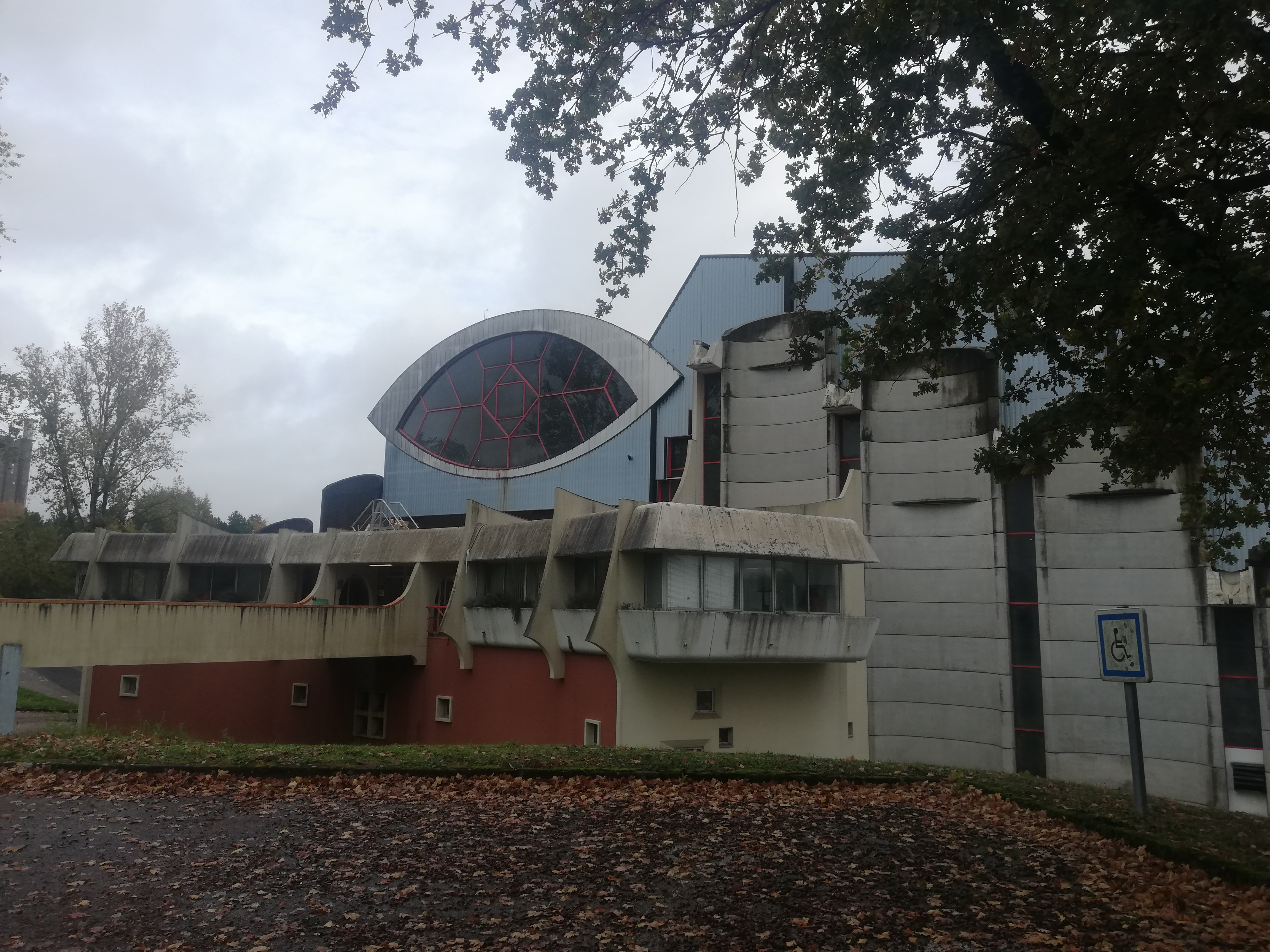
Centrale Energie Déchets de Limoges Métropole (CEDLM)

Mise en service en juin 1989, sur le point culminant du quartier de Beaubreuil à environ 365 mètres d'altitude, établi sur 4,5 hectares, la CEDLM est l'incinérateur de l'agglomération limougeaude. Ce complexe est construit par l'architecte Lionel Bleuset dans un style brutaliste, en béton armé brut. Remarqué par une imposante entrée de lumière dans l'intérieur du bâtiment, une baie vitrée et une structure métallique rouge qui fait penser à un œil. 

## Historique
Beaubreuil a été constitué comme quartier urbain dans les années 1970 à partir d'une Zone d'aménagement concerté (ZAC), sur le modèle des villes nouvelles comme Grigny 2 ou La Grande Borne.
Son but était de créer une mixité sociale en mélangeant barre d'habitations en HLM et petits pavillons, ces derniers permettant l’accès à la propriété. Les premiers immeubles ont été construits en 1972.
C'est aussi une zone urbaine sensible depuis 1996 (décret n°96-1156) et un quartier bénéficiant du classement Zone de redynamisation urbaine depuis 1996 (décrets n° 96-1157 et n° 96-1158). Avec la suppression des ZUS en 2014, le quartier devient un quartier prioritaire, avec 5 567 habitants en 2018.
Le quartier de Beaubreuil reçoit le label « Cité Éducative » décerné par le ministère de la cohésion sociale le 1er février 2022. La Cité Éducative pour la réussite des jeunes s'ajoute à un programme de renouvellement urbain comme ça a pu se faire à Angoulême, Soyaux, Bordeaux, Lormont, ou Châtellerault. Le quartier va être restructuré avec la démolition de quatre immeubles, la création de jardins, de résidences. Le quartier va s'articuler autour des écoles Jean-Montalat et Gérard-Philipe.
Un projet au long cours devrait voir le jour d'ici 2030 pour rendre le quartier plus attractif.